# Wesley Wyndam-Pryce
(Angel a Wesley)
Wesley Windham Pryce (talvolta scritto Wyndam-Price o Wyndham-Price) è uno dei protagonisti della serie televisiva Buffy l'ammazzavampiri e di Angel; il personaggio è interpretato da Alexis Denisof.
Inizialmente Osservatore allampanato, Wesley diverrà in seguito il braccio destro di Angel, nonché un personaggio di punta della Angel Investigations.

## Concetto e creazione
(La descrizione di Wesley nello script per il primo episodio, Balthazar (Bad Girls).)
Wesley fu inizialmente pensato per essere in contrasto al personaggio di Rupert Giles. L'attore Alexis Denisof commentò che Wesley e Giles hanno una storia personale simile, ma sono andati in direzioni diverse "con gli strumenti che avevano"; Wesley fu concepito come una "nemesi" per Giles e Buffy. Il produttore coesecutivo Doug Petrie, che scrisse il primo episodio in cui compare Wesley, Balthazar (Bad Girls), spiega, "Come Faith è un riflesso di Buffy, Wesley occupa un sacco dello spazio che Giles tradizionalmente occupa." Ed elabora, che poiché Giles rappresenta il solito "tipo noioso che viene dall'Inghilterra a dirti di stare dritto ed obbedire alle regole", introducendo Wesley, che incarna questi tratti "all'ennesima potenza" può rendere Giles "sovversivo" e "figo". Lo scrittore Jane Espenson afferma che il personaggio era stato pensato perché fosse antipatico al pubblico, poiché cercava di prendere il posto di Giles.
Alexis Denisof, che aveva vissuto in Inghilterra prima di trasferirsi a Los Angeles, non conosceva la serie di Buffy the Vampire Slayer poiché non era ancora stata trasmessa nel Regno Unito. Quando Anthony Head scoprì che la Mutant Enemy stava cercando un attore per interpretare Wesley, Head contattò Denisof, suo vecchio amico dall'Inghilterra chiedendogli se poteva essere interessato nel ruolo. Denisof afferma che originariamente Wesley sarebbe dovuto "entrare in scena, irritare Giles e Buffy per un paio di puntate e quindi essere gloriosamente terminato". Comunque gli scrittori si appassionarono al "curioso humor" del personaggio e vollero eliminarlo. Joss Whedon cercò di trovare un posto per Wesley nella serie in modo che non si scontrasse con Giles e alla fine propose a Denisof di comparire nello spin-off Angel. Denisof afferma che per poter far funzionare Wesley come personaggio a lungo termine dovettero modificarlo per renderlo più simpatetico.

## Biografia del personaggio

### Infanzia e adolescenza
Wesley nacque in Inghilterra, da Roger Wyndam-Pryce, membro di spicco del Consiglio degli Osservatori, e da sua moglie. Il padre lo crebbe in modo rude e distaccato, Wesley è cresciuto terrorizzato da lui, tuttavia ha seguito le orme paterne, infatti come Roger anche Wesley scelse di diventare un Osservatore dato che era suo desiderio aiutare le persone. Da bambino (quando aveva circa sei o sette anni) provava a praticare la magia, ma con scarsi risultati. Durante l'adolescenza è entrato nell'accademia degli Osservatori nel South Hampshire, venne persino nominato capoclasse essendosi distinto per le sue doti, se infatti Roger lo trattava come un fallito, al contrario la madre di Wesley lo reputava un ragazzo prodigio. Conclusa la propria formazione si specializzò nell'addestramento delle Cacciatrici.
Wesley nutrì da sempre una grande stima per il nonno Geoffrey Wyndam-Pryce, che fu colonnello dell'esercito britannico durante la prima guerra mondiale.

### Buffy l'ammazzavampiri

#### Terza stagione
Wesley verrà mandato a Sunnydale come nuovo Osservatore di Buffy e Faith in sostituzione di Giles, quando questi viene valutato inadatto dal Consiglio. Compassato, pomposo, ridicolo e autoritario, Wesley viene immediatamente sottovalutato dalle due ragazze e dal resto della Scooby Gang, che in breve imparano ad ignorarlo e far finta che non sia presente nella stanza. Durante il periodo con il gruppo della Cacciatrice nessuno lo prese sul serio ed in genere tutti i membri della squadra erano soliti deriderlo o ridicolizzarlo. Originariamente il personaggio sarebbe dovuto morire dopo un paio di episodi ma agli autori e al pubblico risultò tanto simpatico da decidere di mantenerlo per tutta la terza stagione.
Wesley e Cordelia condivideranno una sorta di attrazione reciproca culminata durante il ballo di fine liceo, quando questi le farà da accompagnatore. In seguito i due condivideranno un imbranatissimo bacio che farà intendere ad entrambi che non esista la minima attrazione tra di loro. Quando Faith sarà irretita dal sindaco Wilkins, la gang non informa Wesley, che di conseguenza irromperà nel tentativo di Angel di riabilitare la ragazza, provocando nella ragazza l'accelerata discesa verso la malvagità.
Quando Angel verrà avvelenato da Faith, Wesley tenterà di persuadere il Consiglio degli Osservatori a dargli l'antidoto per curarlo, tuttavia fallisce causando il disgusto e la rabbia di Buffy, che si distacca permanentemente dal Consiglio. Nonostante l'evento, che segnerebbe in teoria la fine del suo compito di Osservatore, Wesley decide di restare fino all'Ascensione del sindaco per poterla impedire, ma viene immediatamente messo al tappeto ed in seguito alla battaglia, portato via da un'ambulanza.
A seguito di questi eventi il Consiglio lo licenzia per incompetenza.

### Angel

#### Prima stagione
Dopo essere stato licenziato Wesley divenne un cacciatore di demoni solitario a Los Angeles ed un anno più tardi incontrerà Angel e Cordelia, iniziando a collaborare con loro nella Angel Investigations come parziale rimpiazzo del recentemente deceduto Doyle. Per orgoglio l'uomo non rivelerà subito ai due di essere stato licenziato ma piuttosto dirà di "essersene andato" e si ostinerà a dire di voler lavorare in solitaria, sebbene in breve tempo, trovandosi in ristrettezze economiche, accetterà di buon grado l'aiuto monetario di Angel, che gli offre un posto nell'agenzia.
Wesley aiuta Angel nella sua lotta contro lo studio legale Wolfram & Hart, che per merito dei loro contatti con le forze demoniache esercitano il loro potere per sostenere la criminalità a Los Angeles. Quando Angel viene drogato dall'attrice Rebecca Lowell la quale gli aveva somministrato il doximall perde il suo autocontrollo, diventando spietato e feroce, proprio in quella circostanza Wesley affronta Angel con coraggio e riesce a sopraffarlo, Angel dopo quanto accaduto superato l'effetto della droga impara a rispettare Wesley riconoscendo come egli abbia affrontato la situazione rivelandosi all'altezza, tuttavia tale episodio ha chiaramente sconvolto Wesley il quale ha visto per la prima volta il lato peggiore di Angel. Infatti fin da subito viene evidenziato un elemento dominante nel loro rapporto: Wesley prova per Angel un'innegabile stima e affetto, ma ha paura di lui perché è consapevole quanto Angel sia potenzialmente pericoloso, quest'ultimo però ammette che non teme da parte di Wesley un tradimento perché è consapevole che Wesley non oserebbe affrontarlo sapendo di non essere abbastanza forte da sconfiggerlo.
Faith viene assoldata dalla Wolfram & Hart per uccidere Angel, arriva anche a catturare Wesley torturandolo, ma poi Angel lo salva e aiuta Faith a redimersi. In un primo momento Wesley disapprova l'indulgenza di Angel nei confronti di Faith ma poi, quando gli Osservatori gli propongono di consegnare al consiglio la Cacciatrice con la promessa di reintegrarlo, Wesley preferisce però essere devoto a Angel aiutandolo a mettere Faith al sicuro, quando Angel e Wesley sconfiggono gli Osservatori aiutando Faith ciò cementa la loro amicizia.

#### Seconda stagione
Wesley ormai combatte al fianco di Angel con maggiore disinvoltura rispetto a prima, adesso è diventato più autorevole e sicuro di sé, al gruppo inoltre si unisce il cacciatore di vampiri Charles Gunn con il quale stringe un rapporto di amicizia-rispetto. Wesley presenta ai suoi amici Lorne, un demone empatico che spesso si rvilerà determinate quando li aiuterà nelle missioni. Intraprende una relazione con Virginia Bryce, figlia di uno stregone che appartiene all'alta società di Los Angeles.
Angel, assorbito dalla lotta contro la Wolfram & Hart, preferisce allontanare gli amici, ma nonostante tutto Wesley, Cordelia e Gunn non rinunciano alla Angel Investigations, combattendo contro i demoni anche senza l'aiuto di Angel. Purtroppo Wesley rimarrà paralizzato su una sedia a rotelle per diverse settimane quando uno zombie gli sparerà, in contemporanea Virginia lo lascia per via dello stile di vita troppo pericoloso che lui conduce.
Pentitosi di aver messo le distanze dai suoi amici, Angel chiede perdono volendo tornare a lavorare con loro, ma accetta che sia Wesley a dirigere la Angel Investigations. La squadra indaga sulla sparizione di Fred Burkle, una ragazza scomparsa da cinque anni, scoprono che è intrappolata a Pylea, la dimensione demoniaca da dove proviene Lorne, come se non bastasse Cordelia finisce accidentalmente a Pylea venendo risucchiata in un portale, dunque Wesley e i suoi amici decidono di salvarla. Wesley apre un portale per Pylea e lo attraversa insieme a Angel, Lorne e Gunn.
Riescono a trovare Fred e Cordelia, scoprono però che a Pylea gli umani sono soltanto degli schiavi, sono i demoni che comandano, guidati dal Consiglio di Trombli, quindi Wesley e Gunn trovano alcuni umani che appartengono a un gruppo ribelle, decidono di guidarli nella lotta contro il Consiglio di Trombli, viene evidenziata soprattutto la freddezza emotiva di Wesley che secondo lui è indispensabile per ottenere dei risultati, infatti è pronto a far lottare i ribelli pur sapendo che potrebbero morire, come lo stesso Wesley afferma:
I ribelli guidati da Wesley riescono a rovesciare il Consiglio di Trombli, la schiavitù viene abolita e la monarchia a Pylea cessa di esistere. Fred e Wesley studiano i libri sacri di Pylea e trovano le istruzioni necessarie per aprire un altro varco dimensionale, potendo così tornare a Los Angeles con i loro amici.

#### Terza stagione
Wesley si innamora di Fred, la faccenda si complica quando scopre che anche Gunn è innamorato di lei. Facendosi influenzare dal potere Billy Blim viene posseduto da una rabbia misogina arrivando quasi a uccidere Fred, quando Lilah Morgan (avvocato della Wolfram & Hart) uccide Billy il suo potere cessa di influenzare Wesley, il quale però è avvilito da quanto successo, essendosi fatto manovrare per la prima volta da degli impulsi così rabbiosi.
Darla si presenta alla Angel Investigations in stato di gravidanza, aspetta un figlio da Angel, sia lui che Darla sono due vampiri e dunque il fatto che stiano per avere un figlio ha dell'incredibile, tanto che tutti iniziano a sospettare che il bambino che nascerà sia correlato al Tro-Clon, evento preannunciato dalla Profezia Nyziana che Wesley ha iniziato recentemente a studiare. Darla muore per dare alla luce il suo bambino che Angel chiama Connor, che Wesley e i suoi amici si impegnano a difendere.
Wesley affronta un momento difficile quando Gunn e Fred si mettono insieme, anche perché Gunn al contratio di Wesley è stato più intraprendente nell'affrontare i sentimenti che prova per lei. Wesley studiando la Profezia Nyziana traduce un passo secondo cui Angel è identificato come assassino del proprio figlio. Wesley per proteggere Connor collaborerà col cacciatore di vampiri Daniel Holtz per rapire il bambino. Il piano però ha delle conseguenze inattese: Holtz tradisce Wesley, rapisce Connor e scompare in una dimensione demoniaca dopo che Justine Cooper taglia la gola a Wesley.
Wesley sopravvive alla ferita pur riportando una vistosa cicatrice e viene cacciato dalla Angel Investigations da un infuriato Angel, il quale tenta persino di ucciderlo strangolandolo, Angel si è sentito tradito dato che reputava Wesley uno dei suoi amici più cari. Wesley era stato ingannato dal demone Sahjhan il quale aveva manomesso la Profezia Nyaziana per fargli credere che Angel avrebbe ucciso il suo stesso figlio. 
Ormai isolato dagli amici, viene avvicinato da Lilah, scopre poi che Connor è tornato, ma come adolescente, dato che nel regno infernale dove Holtz lo aveva portato il tempo scorreva più velocemente. Lilah offre a Wesley un lavoro alla Wolfram & Hart, ma la cosa prende una piega inaspettata quando lui e Lilah finiscono a letto insieme.

#### Quarta stagione
Wesley continua a lavorare come cacciatore di demoni avendo anche degli uomini che lavorano per lui, infatti ha fondato un'agenzia analoga alla Angel Investigations, lui e Lilah continuano a essere amanti e in qualche modo iniziano a provare dell'affetto reciproco benché Wesley sia ancora innamorato di Fred.
Angel è scomparso da tre mesi, sono stati Justine e Connor a farlo sparire, l'unico ad averlo capito è stato Wesley che ha preferito non dirlo a Fred e Gunn per evitare che Connor facesse loro del male. Wesley sequestra Justine e la costringe ad aiutarlo a far riemergere dal mare la bara nella quale Angel è stato rinchiuso per tutto questo tempo. Wesley per aiutarlo a rimettersi in forze lo nutre con un po' del suo sangue. Dopo quanto accaduto Angel tenta di riallacciare la loro amicizia ma Wesley è poco incline a tentare una riconciliazione, il fatto che i suoi amici si siano distanziati da lui lo ha cambiato, adesso è un uomo cinico, aggressivo e disilluso.
Tuttavia Wesley si vede costretto a collaborare con la sua vecchia squadra per sconfiggere il demone conosciuto come la Bestia, che sta portando terrore in tutta Los Angeles. Fred inizia a capire di ricambiare l'amore di Wesley, ciò porta lei e Gunn a lasciarsi, contemporaneamente Wesley chiude la sua relazione con Lilah dato che loro due credono in valori troppo diversi. Wesley si rivolge a uno sciamano dell'ordine di Kun-Sun-Dai che priva Angel della sua anima, egli torna a essere lo spietato vampiro Angelus che infatti riesce a uccidere la Bestia, ma ora Wesley deve fermare il vampiro. Si rivolge a Faith e insieme danno la caccia ad Angelus: benché in maniera rude e provocativa, Wesley ha saputo dare forza a Faith aiutandola a tirare fuori la sua grinta in modo che lei fosse pronta ad affrontare Angelus e a batterlo.
Wesley e Faith catturano Angelus, e infine Willow con un incantesimo gli restituisce l'anima. Lilah viene uccisa, all'inizio Wesley credeva che a ucciderla era stato Angel quando era privo dell'anima, di conseguenza per paura che egli potesse averla generata in un vampiro Wesley taglia la testa al suo cadavere, ciò ha inciso negativamente sul suo equilibrio emotivo. Prima di decapitare il corpo senza vita di Lilah, lui ha immaginato di conversare con la defunta amante, arrivando a rifiutare l'idea che lei lo amasse, anche se in realtà è evidente che invece era proprio così.
Wesley e Angel scoprono che a uccidere Lilah è stata Cordelia, il cui corpo è posseduto da Jasmine, quest'ultima ha sedotto Connor lasciando che egli ingravidasse il corpo di Cordelia, il bambino che nascerà sarà proprio la stessa Jasmine ma con una propria essenza corporea, Cordelia dopo il parto finisce in coma ora che Jasmine ha abbandonato il suo corpo. Wesley e tutti gli altri giurano devozione assoluta per Jasmine la cui sola presenza induce chiunque ad amarla in maniera incondizionata. Fred e Angel, però, con il sangue di Cordelia ancora in coma, liberano Wesley, Lorne e Gunn dal vincolo di asservimento. Wesley ha un ruolo determinante nella sconfitta di Jasmine quando capisce che solo pronunciandone il vero nome è possibile indebolirla, Wesley apre così un portale dimensionale dove Angel, attraversandolo raggiunge un regno demoniaco che in passato Jasmine aveva dominato.
I seguaci di Jasmine catturano Wesley, Lorne, Fred e Gunn, ma in loro aiuto arriva Angel, tornato dal regno demoniaco con la testa decapitata del demone che conosce il nome della Dea, una volta pronunciato il nome Jasmine perde la capacità di plagiare le persone spezzando il suo maleficio di asservimento. Dopo che Connor uccide Jasmine fa la sua comparsa lo spirito di Lilah che, per volere dei Soci Anziani, offre alla Angel Investigations la possibilità di dirigere la filiale di Los Angeles della Wolfram & Hart, a Wesley viene data la titolarità del dipartimento ricerche. Wesley tenta di liberare l'anima di Lilah dall'inferno bruciando il suo contratto che la vincola alla Wolfram & Hart, cosa che si rivelerà però impossibile, ma che rende felice Lilah, in quanto è stata comunque una dimostrazione di affetto da parte di Wesley.

#### Quinta stagione
Wesley ora lavora alla Wolfram & Hart ignaro che Angel ha accettato di dirigere lo studio legale insieme agli amici in cambio di un incantesimo di alterazione della realtà avendo cancellato dalla mente di tutti il ricordo di Connor, il quale a sua volta non ricorda niente delle proprie origini avendo adesso una famiglia amorevole che si prende cura di lui. Wesley è infatti estraneo a ogni riferimento inerente a Connor, ciò sembra aver avvantaggiato la riconciliazione tra lui e Angel adesso che Wesley ha perso memoria del suo tradimento.
Suo padre Roger gli propone di tornare a lavorare nel Consiglio degli Osservatori, lui però rifiuta ma solo per scoprire che Roger intende rapire Angel, fortunatamente Wesley salva l'amico ma uccide Roger quando quest'ultimo minaccia di far del male a Fred, infatti gli spara e gli scaricherà tutto il caricatore della sua pistola. Scopre però che quello non è Roger ma solo un cyborg con il suo aspetto, nonostante tutto questa esperienza è stata traumatizzante per Wesley il quale non covava nessun dubbio sul fatto che quello fosse realmente suo padre, avendo simbolicamente valicato i suoi limiti morali.
Cordelia si risveglia dal coma, Wesley e Angel non possono che esserne felici, la ragazza li aiuta a combattere contro Lindsey McDonald, quest'ultimo per merito dell'incantesimo di Wesley viene catturato dai Soci Anziani. Si apprende poi che Cordelia è morta non essendosi mai risvegliata dal coma, quella era solo la sua essenza dato che le Forze dell'Essere le hanno consentito di vivere un'ultima avventura con i suoi amici, Cordelia prima di separarsi definitivamente da Wesley gli rivolge per l'ultima volta delle parole gentili: «Sei ancora il migliore».
Finalmente Wesley e Fred, capendo di amarsi, diventano una coppia, ma la felicità di Wesley dura poco, infatti Knox con l'involontaria complicità di Gunn, fa in modo che il demone antico Illyria risorga nel corpo di Fred condannando a morte quest'ultima. Wesley spara a Knox, uccidendolo, e arriva anche ad accoltellare Gunn, seppur non mortalmente. Illyria cerca di sterminare l'umanità, Wesley tenta di fermarla ma poi scopre che non è necessario, l'antico esercito che un tempo era devoto a Illyria non esiste più, lei è sola in un mondo che non le appartiene. Wesley, avendo capito che uccidere Knox in quel modo è stato un gesto crudele, accetta di aiutare Illyria a comprendere la società umana in modo da aiutarla a integrarsi, a volte rivelandosi anche apprensivo con lei.
Ormai il dolore per la morte di Fred porta Wesley ad affrontare momenti di instabilità mentale, più volte dalle sue parole si evince che ha perso la speranza di una vita felice, ogni traccia di positività in lui sia stata lacerata dai traumi subiti, persino Angel ammette che ormai è come se Wesley fosse morto insieme a Fred. Wesley e Illyria scoprono che Angel si era accordato con la Wolfram & Hart affinché loro dirigessero lo studio legale in cambio dell'aiuto dello stregone Cyvus Vail che con la sua magia ha modificato la realtà. Wesley, con l'aiuto di Illyria, ruba a Cyvus la Finestra Orlon distruggendola riavrà indietro i ricordi perduti, ormai incapace di ragionare accusa Angel di aver dato vita agli eventi che hanno portato Fred a morire accettando di lavorare per la Wolfram & Hart, maturando la convinzione che distruggendo la Finestra Orlon potrà riscrivere la storia e riportare in vita la sua amata Fred. Distrutta la Finestra Orlon l'unico risultato è che tutti recuperano i ricordi soppressi dall'incantesimo di Cyvus ma senza cambiare la realtà, di positivo c'è che Connor, recuperata la memoria sulla sua vera identità, trova la forza di uccidere Sahjhan, tuttavia Wesley ora è persino più affranto di prima avendo rievocato il suo tradimento verso Angel, quando rapì Connor, cosa che lo getta ulteriormente nello sconforto, asserendo di volersi concentrare solo sui ricordi falsi per poter sopportare la realtà delle cose.
Quando Angel proporrà di uccidere tutti i membri dei Circolo della Spina Nera, la setta composta da coloro che sono maggiormente devoti ai Soci Anziani di cui anche Cyvus è membro, Wesley decide di fiancheggiarlo, così come anche Spike, Gunn, Illyria, Connor, Lindsey e Lorne. L'obiettivo che Wesley deve uccidere è proprio Cyvus. Il giorno prima della battaglia, Wesley rimane con Illyria, di fronte alla quale dimostra nuovamente tutta la propria negatività, dicendo che non prova il desiderio di trascorrere una giornata felice perché non c'è assolutamente niente che possa farlo stare meglio. Wesley, prima di combattere contro Cyvus, in qualche modo si riconcilia con Gunn e Angel saperandosi da loro in maniera amichevole, chiaro segno che ormai ha superato la rabbia che nutriva. Wesley si presenta nella villa di Cyvus venenedo battuto, infatti anche se il Circolo della Spina Nera viene annientato, Wesley è stato l'unico tra i membri del gruppo che non è stato capace di eliminare il proprio bersaglio, come afferma Cyvus lui non aveva nessuna possibilità di uscire vincitore da questa battaglia.
Anche usando la magia Wesley non è stato abbastanza forte da sconfiggerlo, infine Cyvus lo accoltella. Interviene Illyria che gli presta soccorso, ma la ferità a breve lo ucciderà, ormai Illyria essendosi affezionata a lui, si trasforma in Fred su richiesta dell'uomo, desideroso di dire addio alla donna amata, anche se si trattava solo dell'aspetto di Fred. Wesley muore tra le braccia di Illyria che, folle di rabbia, vendica Wesley uccidendo Cyvus con un solo pugno.

### Caduta di Los Angeles
A seguito della caduta di Los Angeles all'inferno attuata dai Soci Anziani, Wesley viene da essi fatto risorgere come spettro e diventa il contatto di Angel con i suddetti. L'uomo aiuterà l'amico, ora ritrasformato in umano dai tre demoni, a ripristinare l'ordine a Los Angeles, tuttavia a causa della sua condizione incorporea non sarà in grado di aiutarlo in battaglia e perciò si limiterà ad un ruolo di supporto ed a comunicargli i messaggi della Wolfram & Hart. Durante la battaglia tra Angel ed il vampirizzato Gunn, Wesley tenterà di comunicare con Cordelia, e riceverà il messaggio che i Soci Anziani hanno bisogno che Angel resti in vita per la profezia di Shanshu.
Wesley passerà dunque tale comunicazione ad Angel, che per tutta risposta si farà decapitare da Gunn, costringendo i Soci Anziani a ripristinare la realtà prima della caduta di LA. Tuttavia essendo Wesley morto prima dell'evento rimane tale e, d'altronde si dice soddisfatto del suo destino in quanto anche Fred rimane ugualmente defunta e senza di lei sente di non avere ragioni di vita. Dunque sparirà nel nulla dopo aver chiesto a Spike di prendersi cura di Illyria al suo posto.
Sfruttando l'influenza derivata dal suo stato di eroe cittadino, Angel farà poi costruire una biblioteca a Los Angeles intitolata a Wesley e Fred.

## Poteri e abilità
Fisicamente Wesley possiede una forza piuttosto superiore a quella di un normale uomo del suo peso, età e altezza e parimenti anche la sua agilità risulta straordinaria. Essendo stato addestrato come Osservatore inoltre dispone di una vastissima conoscenza in fatto dei diversi tipi di demoni, vampiri ed altre creature delle tenebre, inoltre dispone di una conoscenza enorme della magia, sia bianca che nera.
Possiede un'intelligenza molto al di sopra dell'ordinario, quasi geniale, ed è un maestro pianificatore, stratega, ricercatore, patologo, detective e traduttore di innumerevoli lingue umane e non. La sua cultura è forse la più elevata all'interno della Angel Investigations, e la sua conoscenza è spesso e volentieri vitale per il gruppo.
Nonostante l'addestramento da osservatore, inizialmente Wesley sembra non essere in grado di affrontare un combattimento reale (la prima volta che lo si vede combattere è stato salvato da Giles, nella battaglia col sindaco Wilkins è stato messo subito al tappeto ed in un'altra occasione mentre cercava di soccorrere Cordelia questa ha fatto in tempo a liberarsi da sola prima del suo intervento) ma l'esperienza passata con Angel lo ha dotato di un incredibile talento di artista marziale e di combattente corpo a corpo, nonché di una grande abilità nell'uso delle armi da taglio quali spade, lance, asce, balestre ed un'indefinita vastità di altre armi medievali, usa molto bene pure i coltelli, in varie occasioni si è dimostrato capace di pugnalare una persona senza doverne danneggiare gli organi vitali. Sa adoperare anche le armi da fuoco quali pistole e fucili, con cui dimostra di possedere una mira infallibile: in un'occasione è riuscito a centrare l'unico foro nell'armatura del demone corazzato, Skip, uccidendolo con un solo colpo. Wesley è uno dei pochi umani capaci di affrontare e uccidere un vampiro con le proprie forze, ed in un episodio è stato in grado di sconfiggere diversi ninja guardiani di uno sciamano che aveva tolto l'anima ad Angelus.
Wesley è esperto nella progettazione e nella manipolazioni di marchingegni che combinano elementi di magia e tecnologia, inoltre sa praticare la stregoneria, ad esempio invocando incantesimi o annullandoli studiandone la struttura, nell'ultimo episodio della serie televisiva si è rivelato anche in grado di usare la magia in battaglia proiettando con le mani dei globi di energia.
Nella sua forma di spettro ha dimostrato l'abilità di passare attraverso gli oggetti e le persone, tale potere aveva tuttavia l'effetto collaterale di impedirgli di entrarvi in contatto e perciò lo rendeva inservibile in battaglia, assicurandogli tuttavia un'ottima difesa contro gli attacchi fisici. Sempre come spettro ha dimostrato un contatto psichico diretto con i Soci Anziani.

## Evoluzione
Inizialmente impacciatissimo, buffo, patetico, scoordinato, maldestro, sgraziato e goffo, Wesley Wyndam-Pryce è il personaggio che si evolve poi maggiormente nella serie. Dal suo esordio in Angel come Osservatore fallito e depresso, incomincia a diventare molto più sicuro di sé ed utile alla Angel Investigations, fino a divenire il braccio destro del protagonista ed arrivare ad essere sul suo stesso piano in qualità di leader. Procedendo nella serie Wesley viene dipinto sempre più come un uomo rude ma con una certa cultura che ha sviluppato il suo fisico e la magia nascosta dentro di lui. Le numerose battaglie e tragedie personali toccategli gli hanno fatto perdere sempre di più la personalità arrogante ma debole inizialmente mostrata in favore di quella di un uomo risoluto, tenace, gentile ma sempre pronto all'azione.
Anche il suo aspetto cambia notevolmente: da impettito damerino perennemente in giacca e cravatta, ben rasato e con i capelli cotonati, Wesley incomincia sempre più di frequente ad indossare pantaloni e scarpe da lavoro, t-shirt e giacche scamosciate, inizia a sfoggiare una barba incolta ed una pettinatura più arruffata, inoltre comincia a portare sempre meno di frequente gli occhiali da vista. Altro cambiamento dopo la terza stagione è la vistosa cicatrice sulla parte sinistra della gola.